# Allorchestes angusta
Allorchestes angusta är en kräftdjursart som beskrevs av James Dwight Dana 1856. Allorchestes angusta ingår i släktet Allorchestes och familjen Hyalellidae. Inga underarter finns listade i Catalogue of Life.